# Amphioplus didymus
Amphioplus didymus är en ormstjärneart som beskrevs av Clark 1938. Amphioplus didymus ingår i släktet Amphioplus och familjen trådormstjärnor. Inga underarter finns listade i Catalogue of Life.